# Juan Espina y Capó
Juan Espina y Capó (Torrejón de Velasco, Madrid, 1848 - Madrid, 1933) va ser un pintor i gravador espanyol, especialment dedicat al paisatgisme, disciplina de la que és considerat un dels grans mestres del segle xix, gràcies a una visió acurada de la realitat i un tractament del color marcat pel vigor i l'entusiasme, que complementen un treball compositiu delicat. Les seves obres presenten característiques que les fan hereves de l'escola de Barbizon, i a la vegada inclouen un llenguatge meticulós, al servei del paisatgisme realista que cultivava.
Espina y Capó va rebre la primera formació a Madrid, i l'any 1863 va traslladar-se a París. Això no obstant, va tornar a la capital espanyola i va continuar els seus estudis a l'escola especial de pintura, escultura i gravat sota el mestratge de Carlos de Haes. L'any 1872 viatjà a Roma com a pensionat, i hi romangué tres anys. Un cop finalitzada l'estada, retornà a París i viatjà per Europa i el nord d'Àfrica, on continuà pintant i presentant la seva obra en diverses exposicions, entre les quals destaquen les del Círculo de Bellas Artes, les de les galeries Hernández y Bosch i, molt especialment, les exposicions nacionals de Belles Arts. En aquestes mostres fou distingit amb la tercera medalla l'any 1881 (Paisajes) i amb la segona els anys 1884 i 1885 (La tarde i La tarde en El Pardo). Els primers premis d'aquestes mostres li foren concedits els anys 1906 i 1908, i l'any 1926 rebé la màxima distinció.
Acadèmic de la Reial Acadèmia de Belles Arts de San Fernando, l'any 1866 va ser el representant d'Espanya a l'exposició internacional de Berlín, com també ho fou a la de Viena (1892) i a la de Chicago (1893), a més de les exposicions de Suècia i Noruega (1890). Entre altres mèrits, destacà per ser el fundador de l'associació de pintors i escultors de Madrid, així com per organitzar el primer Saló de Tardor de Madrid i el certamen d'art espanyol a Sant Petersburg.

## Premis rebuts
- tercera medalla, exposició nacional de belles arts (1881)
- segona medalla, exposició nacional de belles arts (1884, 1885)
- primera medalla, exposició nacional de belles arts (1906, 1908)
- màxima distinció, exposició nacional de belles arts (1926)